# Roger Martelli
Pour les articles homonymes, voir Martelli.
Roger Martelli, né le 4 juin 1950, est un historien et homme politique français.
Ancien membre de la direction du Parti communiste français, il est codirecteur de la rédaction du magazine Regards.

## Biographie

### Parcours historien
Roger Martelli fait sa scolarité au lycée Thiers, où il a comme professeur Philippe Joutard. En mai 1968, il mène la révolte étudiante au sein du lycée rebaptisé « lycée de la Commune de Paris ».
Normalien (promotion 1969) et agrégé d'histoire. En septembre 1971, il est membre du Bureau national de l'UNEF. Roger Martelli a enseigné au début des années 1980 au collège Les Gâtines à Savigny-sur-Orge puis jusqu'en 2008 au lycée Darius-Milhaud du Kremlin-Bicêtre (94), puis au lycée Édouard-Branly à Nogent-sur-Marne (94).
Longtemps directeur des Cahiers d'histoire de l'Institut de recherches marxistes, Roger Martelli a contribué au renouvellement de l'histoire du communisme par une contribution à l'étude historiographique du sujet. Il a notamment interrogé la nature du régime soviétique issu de l'écologie communiste en n'hésitant pas à interroger sa dimension totalitaire. Bien que n'ayant pas eu de carrière universitaire — Roger Martelli n'a jamais écrit de thèse —, cet historien a participé pleinement aux mutations de l'historiographie du communisme français au travers de nombreux articles et ouvrages consacrés au communisme, au Parti communiste français et aux événements de mai 68.
Il a coprésidé la Fondation Copernic avec Anne Le Strat jusqu'en 2009. Par ailleurs, il fait partie du conseil scientifique de la Fondation Gabriel-Péri. Avec Joël Ragonneau, il copréside Les Amies et Amis de la Commune de Paris 1871 depuis 2015.

### Parcours politique
Roger Martelli entre au Comité central du Parti communiste français lors de son 24e congrès, en février 1982, puis au Comité exécutif national depuis le 30e congrès, en 2000. Il quitte ces deux instances au 34e congrès en décembre 2008, puis le PCF en février 2010.
Il fut un des animateurs du courant « refondateur » du PCF à partir des années 1990, avec Patrick Braouezec, Pierre Zarka ou encore Lucien Sève. Partisan d'un « pôle de radicalité » après 1995, il a été associé aux différentes tentatives de regroupement des forces situées à gauche du PS.
Il participe souvent à des conférences et colloques où il donne son avis sur l'avenir de la gauche et du PCF. Il écrit également de nombreux articles sur la rénovation du PCF ou ses résultats électoraux dans des journaux tels que L'Humanité.
En 2017, il cosigne une tribune dans Mediapart intitulée « Faire gagner la gauche passe par le vote Mélenchon ».
Il est codirecteur de la rédaction du magazine Regards, avec Clémentine Autain.

## Travaux
Jean-Jacques Becker dans son compte rendu de Communisme français : histoire sincère du PCF, 1920-1984 (1984) insiste sur la difficulté pour un historien encore membre du comité central du Parti de prétendre écrire une « histoire sincère ». Tout en notant les progrès effectués en comparaison d'ouvrages plus anciens édités par les éditions du Parti communiste, il souligne un certain nombre d'oublis ou de procédés équivoques et l'incapacité de Roger Martelli de prendre ses distances vis-à-vis du discours du Parti pour l'histoire immédiate.
Dans Le rouge et le bleu : essai sur le communisme dans l'histoire française (1995), l'auteur présente une synthèse du phénomène communiste dans la réalité française reconstituant notamment l'implantation géographique du Parti communiste français. Selon lui, le déclin énorme du parti dans les années 1980-1990 serait contrebalancé par une forte opposition, preuve d'une vitalité communiste. Marc Lazar regrette que Roger Martelli demeure prisonnier de l'« extrême rigidité » de la culture communiste et qu'il ne porte que très rarement sa réflexion sur les rapports existants entre démocratie et communisme.

## Publications

### Ouvrages
- La Nation, Les Éditions sociales, Paris, 1979  (ISBN 2-209-05304-8)
- Roger Martelli (éd.), Le Choc du 20e Congrès du PCUS : textes et documents, Les Éditions sociales, Paris, 1982  (ISBN 2-209-05503-2)
- Communisme français : histoire sincère du PCF, 1920-1984, Les Éditions sociales/Messidor, 1984  (ISBN 2-209-05671-3)
- Mai 68, Messidor, Paris, 1988  (ISBN 2-209-06037-0)
- Le rouge et le bleu : essai sur le communisme dans l'histoire française, éd. de l'Atelier, Paris, 1995  (ISBN 2-7082-3119-7)
- Faut-il défendre la nation ?, La Dispute, Paris, 1998  (ISBN 2-84303-014-5)
- Le communisme, autrement, Syllepse, Paris, coll. « Utopie critique », 1998  (ISBN 2-907993-84-4)
- Communisme : pour une nouvelle fondation, Syllepse, Paris, coll. « Utopie critique », Paris, 1999  (ISBN 2-913165-09-5)
- Le communisme est un bon parti : dites-lui oui !, La Dispute, Paris, coll. « Comptoir de la politique », 2003  (ISBN 2-84303-069-2)
- Le communisme, Milan, Toulouse, coll. « Les essentiels Milan », 2005  (ISBN 2-7459-1678-5)
- 1956 communiste : le glas d'une espérance, La Dispute, Paris, 2006,  (ISBN 2-84303-140-0)
- Communistes, Éditions La Ville brûle, 2009  (ISBN 978-2-36012-000-0)
- L'Archipel communiste. Une histoire électorale du PCF, La Dispute/Les Éditions Sociales, Paris, coll. « Histoire », 2009  (ISBN 978-2-35367-002-4)
- L'empreinte communiste. PCF et société française, 1920-2010, Éditions Sociales, Paris, 2010  (ISBN 978-2-35367-004-8)
- Pour en finir avec le totalitarisme, Éditions La ville brûle, Paris, 2012  (ISBN 978-2-36012-029-1)
- La Bataille des mondes, Éditions François Bourin, 2013  (ISBN 979-10-2520-006-3)
- L'Occasion manquée. Été 1984, quand le PCF se referme, Les éditions Arcane 17, 2014  (ISBN 978-2-918721-38-3)
- L'identité, c'est la guerre, Les Liens qui libèrent, 2016  (ISBN 979-10-209-0380-8)
- Une dispute communiste : le comité central d'Argenteuil sur la culture, Les Éditions sociales, 2017  (ISBN 978-2-35367-027-7)
- 1917-2017 Que reste-t-il de l'Octobre russe ?, Éditions du Croquant, 2017  (ISBN 9-782-365-121-330)
- Communistes en 1968, le grand malentendu, Les Éditions sociales, 2018  (ISBN 978-2-35367-053-6)
- Le Parti rouge. Une histoire du PCF 1920-2020, avec Jean Vigreux et Serge Wolikow, Armand Colin, 2020  (ISBN 978-2200625887)
- Le PCF, une énigme française, La Dispute, 2020  (ISBN 978-2843033117)
- Commune 1871. Une révolution impromptue, Arcane 17, 2021  (ISBN 978-2918721970)

### Articles
- « Bref aperçu des publications consacrées au PCF depuis 1969 », Cahiers d’histoire de l’Institut Maurice-Thorez, nos 29-30,‎ 1979, p. 128-145
- « Où en est l'histoire du P.C.F. ? Stéphane Courtois et Roger Martelli : un échange », Le Débat, no 31,‎ avril 1984, p. 149-177 (lire en ligne) [accès restreint]
- « La passion de la modernité », Nouvelles FondationS, no 1,‎ janvier 2006, p. 26-32 (lire en ligne)
- « La crise d'identification de la gauche française », Nouvelles FondationS, nos 7-8,‎ mars 2007, p. 63-74 (lire en ligne)
- « Le PCF et le PCI face à Khrouchtchev (1953-1964) », Cahiers d'histoire. Revue d'histoire critique, nos 112-113,‎ 2010, p. 45-55 (lire en ligne).
- « Front de gauche, aube ou crépuscule ? », Mouvements, no 769,‎ janvier 2012, p. 101-108 (lire en ligne)
- Coauteur : Jean-Pierre le Goff, « Qu’est-ce qu’être de gauche ? », Commentaire, no 154,‎ février 2016, p. 416-418 (lire en ligne) [accès restreint]